# Otonoke
«Otonoke» (オトノケ?) es una canción del dúo japonés de hip hop Creepy Nuts. Fue lanzado como sencillo el 4 de octubre de 2024, a través de Onenation y Sony Music Associated Records. La canción sirve como el tema de apertura de la serie de anime Dandadan (2024). Comercialmente, «Otonoke» alcanzó el número uno en el Billboard Japón Hot 100 y World Digital Song Sales.

## Antecedentes y lanzamiento
El 23 de junio de 2024, el comité de producción del anime Dandadan anunció que Creepy Nuts interpretaría la canción temática de apertura del anime, titulada «Otonoke».La mitad del dúo R-Shitei describió que la canción interpretó «cómo cuando los seres sobrenaturales o espíritus poseen personas, 'resuenan y se conectan con el dolor y la tristeza', lo que es muy similar a la relación entre los creadores de música y los oyentes». El fragmento de «Otonoke» apareció por primera vez en el tercer tráiler del anime, lanzado el 20 de agosto. El dúo lanzó la canción digitalmente el 4 de octubre, y la edición en CD single se lanzara el 11 de diciembre.
Un mes después del lanzamiento, un usuario en el sitio web Reddit descubrió que la canción tenía artefactos de muestreo de un extracto rápido y ampliado de la canción de 1915 «I've Been Floating Down the Old Green River» interpretada por el cantante estadounidense Billy Murray.

## Video musical
Un video musical para «Otonoke» se estrenó el 18 de octubre de 2024. Dirigido por Masaki Watanabe, el caótico video musical expresa la oscura atmósfera de la canción mediante el uso de varias técnicas visuales, incluyendo a Creepy Nuts en fenaquistoscopio y zoótropo creado por escaneo 3D, así como efectos de «Gran cabeza de estilo Fatman Scoop». El video musical colaborado con Dandadan fue lanzado el 31 de octubre.

## Actuaciones en vivo
Creepy Nuts debutó en vivo en la actuación de «Otonoke» en el Venue 101 Presents Creepy Nuts the Live el 5 de octubre de 2024.

## Lista de pistas
- CD sencillo, descarga digital y transmisión

1. «Otonoke» (オトノケ?) (オトノケ) - 3:05
2. «Otonoke» (instrumental) - 3:05

- Blu-ray

1. «Otonoke» (vídeo musical) - 3:16
2. «Otonoke» (video musical de colaboración de Dandadan) - 3:10
3. «Tema de apertura del anime Dandadan sin crédito» - 1:31